# Szósty raport IPCC
Szósty Raport IPCC (The Sixth Assessment Report of the IPCC; w skrócie AR6) – szósty raport dokonujący oceny globalnego ocieplenia opracowywany przez Międzyrządowy Zespół do spraw Zmian Klimatu (IPCC). Podsumowuje naukowe, techniczne i socjo-ekonomiczne dane dotyczące obecnych i przewidywanych zmian klimatu.
Tak jak poprzednie raporty podsumowujące, AR6 obejmuje trzy tomy przygotowane przez trzy grupy robocze:
1. AR6 Climate Change 2021: The Physical Science Basis of Climate Change (Fizyczne podstawy zmiany klimatu)[2], opublikowany 9 sierpnia 2021[3], przygotowany przez zespół 234 badaczy[4] na podstawie analizy ponad 14 000 prac naukowych, liczący 3949 stron, przyjęty przez przedstawicieli 195 rządów państw ONZ[5]. Podsumowanie dla decydentów zostało opracowane przez naukowców i uzgodnione przez rządy w ciągu pięciu dni poprzedzających 6 sierpnia 2021[4].
2. AR6 Climate Change 2022: Impacts, Adaptation and Vulnerability (Opublikowany 28 lutego 2022)[6].
3. AR6 Climate Change 2022: Mitigation of Climate Change (Opublikowany 4 kwietnia 2022)[7].

oraz podsumowanie: AR6 Synthesis Report: Climate Change 2022 (planowana publikacja we wrześniu 2022).